# Antivitamin
Ett antivitamin är ett ämne som på något sätt motverkar ett vitamin.
Exempel är enzymet tiaminas, som bryter ner vitamin B1 (tiamin) och läkemedlet penicillamin som verkar som en antagonist till vitamin B6. Ytterligare ett exempel är avidin, som finns naturligt i rå äggvita. Stort äggviteintag kan leda till brist på vitaminet biotin.